# Атлетіку (Рібейра Брава)
Спорт Клуб Атлетіку або просто Атлетіку (порт. Sport Club Atlético) — професіональний кабовердійський футбольний клуб з міста Рібейра Брава, на острові Сан-Ніколау.

## Форма
Домашня форма клубу складається з червоно-білої смугастої футболки, її лівий і правий краї червоного кольоу, червоні рукава, решта частина форми червоного кольору; біла футболка з червоними рукавами, червоні шорти та білі шкарпетки, використовуваних під час виїзних матчів.
Стара форма складалася з червоної футболки з білими краями на рукавах та білих трусах; чорно-білої смугастої футболки (верх і низ пофарбовані в чорний колір) з чорними рукавами та білими обідками, червоних шортів та чорних шкарпеток, які використовували до кінця сезону 2014-15 років.

## Логотип
Її логотип заснований з деякими відмінностями на логотипі Бенфіки, невелике дерево знаходиться на вершині, інші особливості гребінь в середині якого знаходиться напис «SCA», в нижній частині напис «desporto е fraternidade» («спорт і братство»), клуб фактично є закордонною філією Бенфіки.

## Історія
Клуб було засновано 9 грудня 1977 року. Свій перший чемпіонський титул вони здобули в 1994 році, а наступний в 1995 році. Їх останній на сьогодні титул було здобуто в 2014 році. «Атлетіку» виграв два кубки, перший в 2008 році та другий (і остнній на сьогодні), і тільки Суперкубок вони виграли в 2014 році, перемогли у двох відкритих чемпіонатах, перший — в 2001 році, а другий та останній на сьогодні — в 2015 році. Їх єдиний виступ у Кубку КАФ відбувся у 1995 році, коли клуб зайняв друге місце, а тому отримав право брати участь у попередніх раундах, але команда була дискваліфікована в першому ж раунді.

## Участь в плей-оф
Першого разу «Атлетіку» вийшов до плей-офф в 1993 році, коли програв обидва матчі Травадорешу з рахунком 2:0 та 2:1 відповідно, наступного разу клуб вийшов до плей-офф у 2012 році, у півфіналі переграли Академіку (Порту Нову) з рахунками 3:0 та 1:0 відповідно та вийшли до фіналу, де зустрілися зі Спортінгом з Праї, перший матч завершився з рахунком 1:1, а другий 0:0. Доля чемпіонства вирішилася у серії післяматчевих пенальті, в якій фортуна була на боці Спортінга з Праї, таким чином «Академіка» жодного разу не перемагала в національному чемпіонаті, а посіла лише друге місце.
В 2002 році національний Чемпіоншип виграли Академіка (Фогу) та Академіка ду Аеропорту, клуб набрав 16 очок та посів третє місце, до сьогодні жоден клуб не може набрати таку кількість очок.

## Досягнення
- Чемпіонат острову Сан-Ніколау: 6 перемог

1993/94, 1994/95, 1999/00, 2001/02, 2011/12, 2013/14
- Кубок острову Сан-Ніколау: 2 перемога

2007/08, 2013/14
- Суперкубок острову Сан-Ніколау з футболу: 1 перемога

2013/14
- Відкритий Чемпіонат острову Сан-Ніколау з футболу: 2 перемоги

2001/02, 2014/15

## Статистика виступів у лігах та чемпіонатах

### Виступи у змаганнях під егідою КАФ
- Кубок КАФ: 1 участь

1995: дискваліфікований у Першому раунді

### Національний чемпіонат
| Сезон | Див. | Міс. | Іг. | В | Н | П | ЗМ | ПМ | РМ | О  | Примітки                | Плей-офф           |
| ----- | ---- | ---- | --- | - | - | - | -- | -- | -- | -- | ----------------------- | ------------------ |
| 2000  | 1A   | 2    | 3   | 1 | 2 | 0 | 6  | 3  | +3 | 5  | Не пробилися            | Не приймали участі |
| 2002  | 1    | 5    | 8   | 5 | 1 | 2 | 15 | 9  | +6 | 16 |                         |                    |
| 2012  | 1B   | 1    | 5   | 5 | 0 | 0 | 15 | 8  | +7 | 15 | Також вийшли в плей-офф | 2-ге місце         |
| 2014  | 1B   | 3    | 5   | 2 | 1 | 2 | 3  | 3  | 0  | 7  | Не пробилися            | Не приймали участі |

### Острівний чемпіоншип
| Сезон   | Див. | Міс. | Іг. | В  | Н | П | ЗМ | ПМ | РМ  | О  | Кубок      | Відкритий чемпіонат | Notes                              |
| ------- | ---- | ---- | --- | -- | - | - | -- | -- | --- | -- | ---------- | ------------------- | ---------------------------------- |
| 2001-02 | 2    | 1    | -   | -  | - | - | -  | -  | -   | -  |            |                     | Вихід до національного Чемпіоншипу |
| 2011-12 | 2    | 1    | -   | -  | - | - | -  | -  | -   | -  |            |                     | Вихід до національного Чемпіоншипу |
| 2013-14 | 2    | 1    | 14  | 10 | 2 | 2 | 27 | 8  | +22 | 32 | Переможець |                     | Вихід до національного Чемпіоншипу |
| 2014-15 | 2    | 2    | 13  | 8  | 3 | 2 | 19 | 9  | +10 | 27 |            | Переможець          |                                    |

## Деякі статистичні дані
- Найкращий рейтинг: 2-ге місце (національний чемпіонат)
- Найбільша кількість набраних очок: 16 (національний чемпіонат)

## Відомі гравці
- Герсон, в 2012 році (забив 13 м'ячів у сезоні 2012 року)